# Giovanni Giudici
Giovanni Giudici (ur. 6 marca 1940 w Varese, zm. 18 stycznia 2024 tamże) – włoski duchowny katolicki, biskup Pawii w latach 2004-2015.

## Życiorys
Święcenia kapłańskie otrzymał 27 czerwca 1964 i został inkardynowany do archidiecezji mediolańskiej. Przez trzy lata był sekretarzem arcybiskupim, a następnie podjął pracę jako wykładowca w seminarium. W 1971 otrzymał nominację na diecezjalnego duszpasterza młodzieżowej sekcji Akcji Katolickiej. Rok później uzyskał na Uniwersytecie Bocconiego tytuł doktora literatury nowożytnej. W 1979 został proboszczem jednej z mediolańskich parafii, zaś w 1988 wikariuszem biskupim dla regionu duszpasterskiego obejmującego Varese i okolice.

### Episkopat
9 czerwca 1990 papież Jan Paweł II mianował go biskupem pomocniczym archidiecezji mediolańskiej, ze stolicą tytularną Usula. Sakry biskupiej udzielił mu 29 czerwca 1990 ówczesny arcybiskup Mediolanu - kard. Carlo Maria Martini. Od lutego 1991 pełnił funkcję wikariusza generalnego.
1 grudnia 2003 został mianowany biskupem ordynariuszem diecezji Pawii, zaś 11 stycznia 2004 kanonicznie objął urząd.
16 listopada 2015 przeszedł na emeryturę.